# Erythrolamprus almadensis
Erythrolamprus almadensis är en ormart som beskrevs av Wagler 1824. Erythrolamprus almadensis ingår i släktet Erythrolamprus och familjen snokar. Inga underarter finns listade i Catalogue of Life.
Arten förekommer i södra Amazonområdet i Brasilien samt fram till sydöstra Brasilien, östra Bolivia, Paraguay, norra Uruguay och nordöstra Argentina. Den lever i låglandet och i bergstrakter upp till 1700 meter över havet. Erythrolampus almadensis vistas bland annat i ekoregionen Caatinga, i fuktiga savanner (som fuktiga delar av landskapet Cerradon) och fuktiga buskskogar. Arten besöker även skogar och gräsmarker. Individerna hittas ofta nära floder, insjöar och pölar. De har främst groddjur som föda. Honor lägger ägg.
För beståndet är inga allvarliga hot kända. IUCN listar arten som livskraftig (LC).